# Gonatium
Gonatium Menge, 1866 è un genere di ragni appartenente alla famiglia Linyphiidae.

## Distribuzione
Le 22 specie oggi attribuite a questo genere sono state reperite nella regione olartica: le specie dall'areale più vasto sono la G. hilare, la G. paradoxum, la G. rubellum e la G. rubens, tutte rinvenute in varie località della regione paleartica.
In Italia sono ben 6 le specie rinvenute di questo genere: la G. biimpressum in Italia meridionale e Sardegna; la G. hilare in Italia settentrionale, meridionale e Sicilia; la G. rubellum e la G. rubens in Italia settentrionale e G. ensipotens e la G. paradoxum in Italia meridionale

## Tassonomia

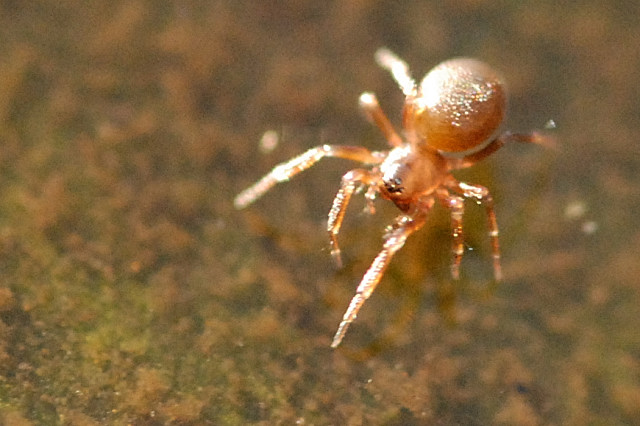
Gonatium rubens

A dicembre 2011, si compone di 22 specie secondo Platnick e di 19 specie secondo Tanasevitch:
- Gonatium arimaense Oi, 1960 — Corea, Giappone
- Gonatium biimpressum Simon, 1884 — dalla Corsica all'Italia
- Gonatium cappadocium Millidge, 1981 — Turchia
- Gonatium crassipalpum Bryant, 1933 — USA, Canada, Alaska
- Gonatium dayense Simon, 1884 — Algeria
- Gonatium ensipotens (Simon, 1881) — Europa sudoccidentale (anche in Italia)
- Gonatium fuscum Bösenberg, 1902[4] — Germania
- Gonatium geniculosum Simon, 1918 — Francia
- Gonatium gilbum Bösenberg, 1902[4] — Germania
- Gonatium hilare (Thorell, 1875) — Regione paleartica (anche in Italia)
- Gonatium japonicum Simon, 1906 — Russia, Cina, Corea, Giappone
- Gonatium nemorivagum (O. P.-Cambridge, 1875) — Europa meridionale
- Gonatium nipponicum Millidge, 1981 — Russia, Giappone
- Gonatium occidentale Simon, 1918 — Francia, Spagna, Algeria
- Gonatium orientale Fage, 1931 — Romania, Bulgaria
- Gonatium pacificum Eskov, 1989 — Russia
- Gonatium pallidum Bösenberg, 1902[4] — Germania
- Gonatium paradoxum (L. Koch, 1869) — Regione paleartica (anche in Italia)
- Gonatium petrunkewitschi Caporiacco, 1949 — Kenya
- Gonatium rubellum (Blackwall, 1841) — Regione paleartica (anche in Italia)
- Gonatium rubens (Blackwall, 1833)[5] — Regione paleartica (anche in Italia)
- Gonatium strugaense Drensky, 1929 — Macedonia (Grecia)

Le tre specie non riconosciute da Tanasevitch come valide sono quelle descritte nello studio di Bösenberg del 1902 (v. Bibliografia)

### Specie fossile
- †Gonatium rubens Blackwall, 1833 - rinvenuto in inghilterra, risalente al Quaternario[6]

### Sinonimi
- Gonatium buettneri Schenkel, 1947; questi esemplari sono stati posti in sinonimia con G. rubens (Blackwall, 1833), a seguito di un lavoro di Millidge del 1981[1].
- Gonatium cinctum Schenkel, 1936; questi esemplari sono stati posti in sinonimia con G. japonicum Simon, 1894, a seguito di un lavoro di Millidge del 1981.
- Gonatium corallipes (O. P.-Cambridge, 1875); quest'esemplare, rinvenuto in Italia meridionale[2], è stato riconosciuto sinonimo di G. paradoxum (L. Koch, 1869), a seguito di un lavoro di Thaler del 1972.
- Gonatium opimum Oi, 1960; questi esemplari sono stati posti in sinonimia con G. japonicum Simon, 1894, a seguito di un lavoro di Millidge del 1981.

### Specie trasferite
- Gonatium acripes Denis, 1962; trasferita al genere Ceratinopsis Emerton, 1882[1].
- Gonatium acripes infuscatum Denis, 1962; trasferita al genere Ceratinopsis Emerton, 1882.
- Gonatium femineum Roewer, 1942; trasferita al genere Araeoncus Simon, 1884.
- Gonatium fuegianum Tullgren, 1901; trasferita al genere Catacercus Millidge, 1985.
- Gonatium griseolineatum Schenkel, 1936; trasferita al genere Gongylidioides Oi, 1960.
- Gonatium inflatum Sørensen, 1898; trasferita al genere Scotinotylus Simon, 1884.
- Gonatium insigne Bösenberg, 1902; trasferita al genere Oedothorax Bertkau, 1883.

### Nomina dubia
- Gonatium amdoense Schenkel, 1963; esemplare femminile reperito in Cina, originariamente denominato amdoensis e emendato da Brignoli nel 1983, a seguito di un lavoro di Millidge del 1981 è da ritenersi nomen dubium[1].
- Gonatium convexum Kulczyński, 1885; esemplari femminili rinvenuti in Russia, a seguito di uno studio di Millidge del 1981 e di un altro di Marusik et al. del 1993, sono da considerarsi nomina dubia.
- Gonatium crassiventre Strand, 1913; esemplare femminile, rinvenuto in Africa centrale, a seguito di un lavoro di Millidge del 1981 e di Scharff del 1990, è da ritenersi nomen dubium.
- Gonatium lividulum Simon, 1908; esemplare femminile reperito in Australia occidentale, a seguito di uno studio di Millidge del 1981 è da ritenersi nomen dubium.
- Gonatium rufum Caporiacco, 1934; esemplari femminili rinvenuti in Libia; a seguito di un lavoro di Millidge del 1981 sono da ritenersi nomina dubia.